# Cimetière militaire allemand de Bouillonville
Le cimetière militaire allemand de Bouillonville est un cimetière militaire de la Première Guerre mondiale, situé à Bouillonville dans le département de Meurthe-et-Moselle, en Lorraine.
Le cimetière, en deux parties, contient 1 368 sépultures.